# Südfeldbach
Der Südfeldbach ist ein ca. 4 km langer, nordöstlicher und orografisch rechter Nebenfluss der Lippe in Selm.

## Verlauf
Der Südfeldbach quellt östlich des Selmer Ortsteils Bork an der Bundesstraße 236. Er fließt vier Kilometer in südwestlicher Richtung, bis er schließlich in die Lippe mündet.

## Sonstiges
Durch Abfälle einer Hülsenreinigungsanlage wurde der Südfeldbach im Zweiten Weltkrieg durch Cyanid verseucht. Im Zuge dessen waren bis in die 1970er Jahre immer wieder Kampfmittelräumdienste tätig.